# Auersölden
Auersölden ist ein Ortsteil der Gemeinde Altenthann im Oberpfälzer Landkreis Regensburg (Bayern).

## Geografische Lage
Die Einöde Auersölden (auch: Ausölden) liegt in der Region Regensburg, ungefähr 3 Kilometer nordwestlich von Altenthann.

## Geschichte
Auersölden wurde 1600 im Adlmannsteiner Stiftbuch erstmals schriftlich erwähnt und 1671 vom Landgericht Donaustauf eingezogen.
Zum Stichtag 23. März 1913 (Osterfest) gehörte Auersölden zur Pfarrei Wenzenbach und hatte ein Haus und acht Einwohner.
Am 31. Dezember 1990 hatte Auersölden fünf Einwohner und gehörte zur Pfarrei Altenthann.